# Torpeda Mark XIII
Mark XIII – amerykańska parogazowa torpeda lotnicza służąca do zwalczania jednostek nawodnych. Pierwsza wyspecjalizowana torpeda tego rodzaju amerykańskiej marynarki wojennej. Rozwój konstrukcji tego pocisku, który wszedł do służby operacyjnej w 1938 roku, został w ostatecznej wersji ukończony w 1944 roku. Mimo wielu problemów technicznych i taktycznych w pierwszych latach wojny – związanych ze zbyt niską wysokością zrzutu przy zbyt małej prędkości samolotu – pocisk ten był podstawową torpedą amerykańskich pokładowych samolotów torpedowych podczas zmagań wojennych na Pacyfiku w latach 1941–1945. Mark 13 była używana we wszystkich wielkich bitwach powietrzno-morskich z udziałem startujących z lotniskowców samolotów Douglas TBD Devastator i Grumman TBF Avenger, począwszy od bitwy na Morzu Koralowym, przez bitwę w zatoce Leyte, aż po operację zatopienia japońskiego pancernika „Yamato” w 1945 roku.
Podczas II wojny światowej wyprodukowano ponad 17 000 torped tego typu w różnych wariantach. Za jej pomocą wykonano 1287 ataków, z których 40% (514) zakończyło się trafieniem celu; w atakach pancerniki i lotniskowce (322 ataki, łącznie z bitwą pod Midway) osiągnięto 50% trafień, na niszczyciele (179 ataków) – 31%, a na statki transportowe (445 ataków) – 41%.
Po zakończeniu II wojny światowej, w trakcie wojny koreańskiej, za pomocą Mark 13 zniszczono dwie śluzy zapory Hwachon.

## Geneza
Idea torpedy, która może być zrzucana z lecącego samolotu, po raz pierwszy pojawiła się w Stanach Zjednoczonych latem 1911 roku, kiedy to z pomysłem na taką broń wystąpił wiceadmirał Bradley Fiske. Do momentu przystąpienia Ameryki do I wojny światowej nie rozpoczęły się jednak żadne prace w tym zakresie, sam zaś admirał Fiske, który bezskutecznie lobbował u sekretarza marynarki Josephusa Danielsa za przyznaniem środków na rozwój lotnictwa morskiego, został zmuszony do odejścia na emeryturę z uwagi na wiek.
Niezrażony tym Fiske, który w 1912 roku otrzymał patent na konstrukcję samolotu torpedowego, w dalszym ciągu podkreślał znaczenie lotnictwa torpedowego. 12 lutego 1917 roku przemawiając podczas panamerykańskiej wystawy aeronautycznej w Nowym Jorku, ocenił, że kosztujący 20 000 dolarów samolot może mieć wartość bojową krążownika liniowego kosztującego 20 000 000 dolarów, i w niedalekiej przyszłości będzie stanowił istotny czynnik podczas wojny morskiej. Fiske proponował sposób „ataku torpedowego podczas nocy, w trakcie którego samolot powinien nurkować lotem spiralnym, wyrównując dopiero 3 do 6 metrów nad poziomem wody, gdzie powinien uwolnić torpedę w odległości 1400 do 1800 metrów od okrętu stanowiącego cel”. Proroczo podniósł także, że o ile pozwala na to wystarczająca ilość miejsca, doskonałym sposobem ataku torpedowego jest atak na okręty w porcie. Fiske wystąpił o wsparcie finansowe do Aeroklubu Ameryki, skąd udało mu się uzyskać 2500 dolarów, od największego zaś ówcześnie amerykańskiego producenta torped E.W. Bliss Company uzyskał trzy małe torpedy, celem przeprowadzenia demonstracji dla członków aeroklubu.

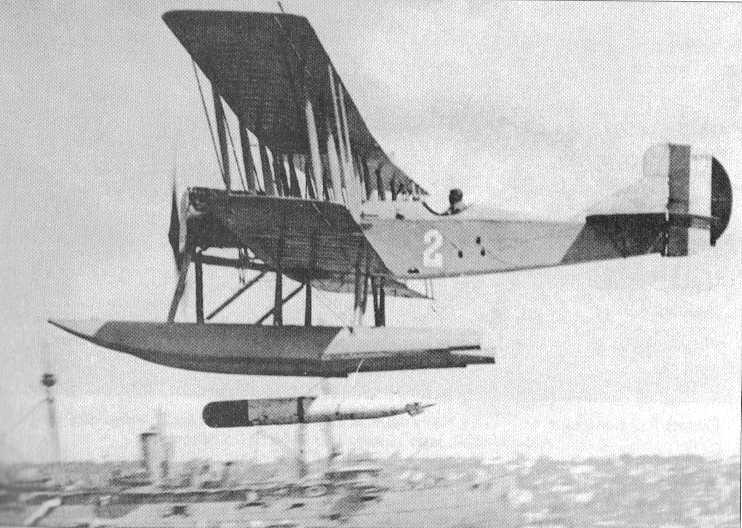
Pozorator torpedy Mk 7D zrzucany z Curtiss R-6L podczas testów w Hampton Roads w 1919 roku

Jeszcze w sierpniu tego samego roku porucznik Edward McDonnell – instruktor First Yale Unit, uznawanej za pierwszą jednostkę rezerwy amerykańskiego lotnictwa morskiego, późniejszy kawaler Medalu Honoru – zrzucił ważącą 180 funtów (82 kg) pozorowaną torpedę o długości 10 stóp (3 m) z wodnosamolotu F-5L. Demonstracja nie zakończyła się wprawdzie sukcesem – podwieszona pod skrzydłem torpeda wpadła w wodę pod niewłaściwym kątem i trzykrotnie zrykoszetowała niemal uderzając w samolot – jednak ów test wyznacza początek zainteresowania United States Navy zrzucaniem torped z pokładów samolotów. Formalne prace amerykańskiej marynarki w tym zakresie nie rozpoczęły się jednak aż do listopada następnego roku, kiedy Naval Aircraft Factory z Filadelfii rozpoczęła prace nad urządzeniem zrzutowym torped. Rok później – 14 lipca 1919 roku – z wodnosamolotu R-6L po raz pierwszy dokonano zrzutu rzeczywistej 18-calowej torpedy Typu D. W ciągu następnych 12 miesięcy, zrzucono 500 pozornych i 43 prawdziwe torpedy typu D. Wszystkie jednak torpedy Mk VII zostały odpowiednio wzmocnione, w celu wytrzymania wstrząsu przy wejściu w wodę.
Wkrótce jednak mała i przestarzała mimo wszystko torpeda typu D została zastąpiona przez torpedę Mark VII Aircraft Torpedo, którą po raz pierwszy zrzucono 12 maja 1920 roku i stała się odtąd standardową amerykańską torpedą lotniczą lat 20. i 30. XX wieku. 22 września 1922 roku przeprowadzono duże ćwiczenia torpedowe, w trakcie których – atakując z obu stron jednocześnie – w ciągu 25 minut zrzucono 17 torped Mk 7 Mod 1A na pancernik USS „Arkansas” (BB-33). Przy atakach z odległości 450 do 900 metrów od okrętu zanotowano osiem trafień. Ćwiczenie dowiodło, że Mk 7 mogą być z powodzeniem zrzucane z wysokości 10 metrów przy prędkości 95 węzłów.

## Rozwój projektu
Zarówno torpedy Mark 7 w wersji Mod A, jak i w wersji Mod B sprawowały się dobrze, gdy zostały precyzyjnie zrzucone ze ściśle określonej wysokości oraz przy prędkości poniżej 80 węzłów. Niektórzy oficerowie uważali ją jednak za zbyt delikatną, aby mogła zostać użyta w warunkach wojennych, toteż w lutym 1925 roku rozpoczęły się prace nad nową torpedą lotniczą, która mogłaby być zrzucana przy prędkości 140 mil na godzinę z wysokości co najmniej 40 stóp (12 metrów). Prace przy projekcie G-6 przerwano jednak w 1926 roku, decydując się na modyfikację używanych dotąd pocisków Mk 7. Torpeda ta nie spełniła jednak oczekiwań, co doprowadziło do wznowienia programu G-6 w roku 1927, według określonych przez szefa operacji morskich (CNO) i General Board Bureau of Ordnance założeń:
| Długość                   | 13 stóp i 6 cali (4,1 metra) |
| Średnica                  | 23 cale (584 mm)             |
| Waga                      | 1700 funtów (771 kg)         |
| Masa ładunku              | 400 funtów (181 kg)          |
| Minimalna prędkość zrzutu | 100 węzłów                   |
| Minimalna wysokość zrzutu | 50 stóp (15,25 m)            |
| Zasięg                    | 7000 jardów (6400 metrów)    |

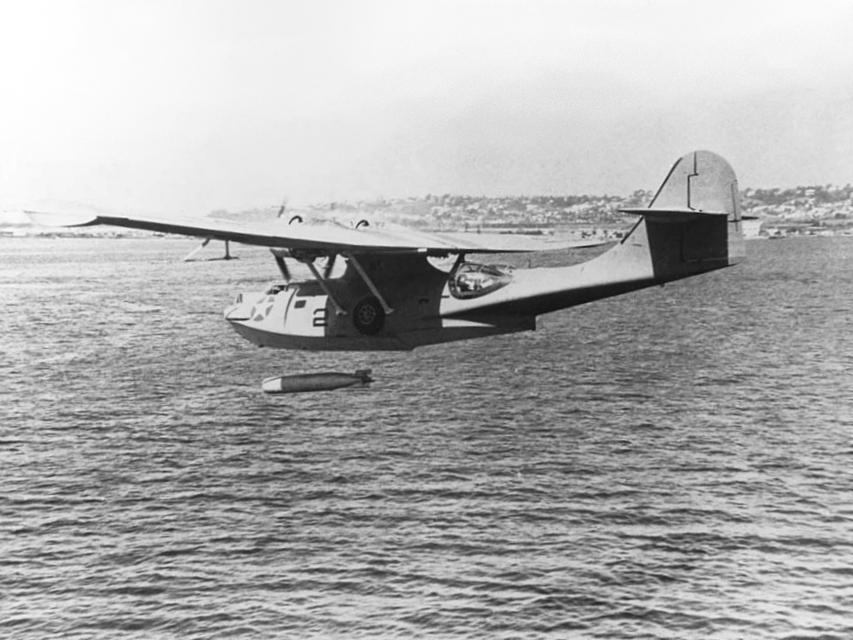
Mk 13 podczas testów zrzutów z Consolidated PBY Catalina w 1942 roku

Powstały w wyniku tego programu pocisk, który choć w szczegółach różnił się od wymagań przedstawionych przez CNO, otrzymał w sierpniu 1930 roku formalną sygnaturę Mark XIII (Mark 13). Pierwszy udany test w wodzie nowego pocisku miał miejsce w marcu 1932 roku, podczas którego oznaczona numerem 2 torpeda utrzymała prędkość 30 węzłów na dystansie 6000 jardów. Testy powietrzne torpedy rozpoczęły się w 1935 roku. Między 27 maja a 1 października zrzucono co najmniej 23 torpedy z wykonaną z brązu głowicą ćwiczebną – wszystkie zostały zrzucone z wysokości od 46 do 105 stóp przy prędkościach wahających się między 85 do 114 węzłów.

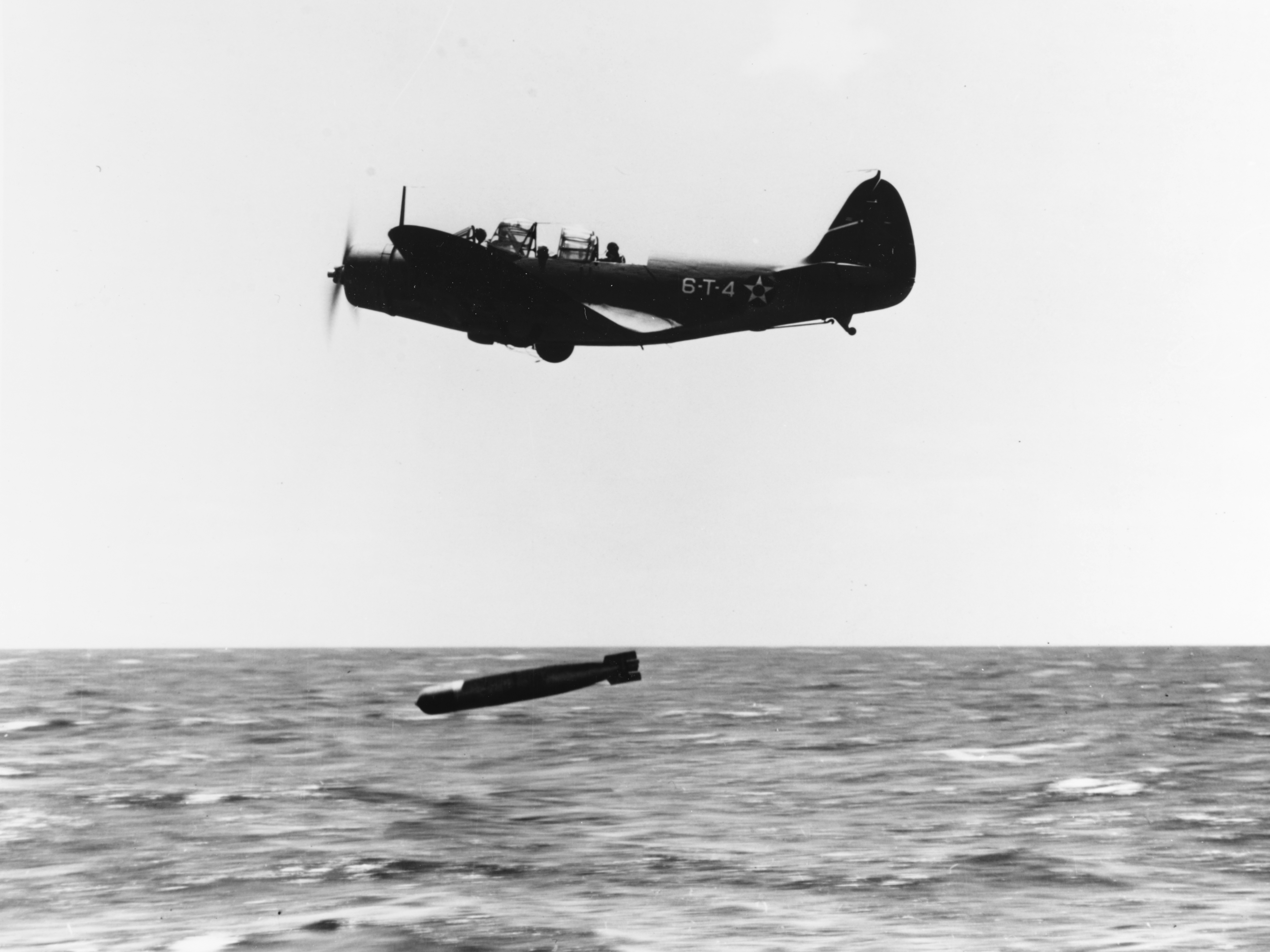
Wolny i niski przelot Devastatora w celu uwolnienia Mk 13 niewyposażonej jeszcze w pierścień nosowy i osłonę ogona

Dwadzieścia dodatkowych zrzutów zostało przeprowadzonych w następnym roku, jako część testów mających dowieść, że nowy pocisk gotowy jest do produkcji seryjnej, przed udzieleniem zamówienia produkcyjnego na 108 torped. Wiele z tych zrzutów zostało dokonanych przy prędkości przekraczającej 125 węzłów, która została oznaczona jako prędkość specyfikacyjna torpedy Mark 13. W żadnym z tych testów torpeda nie zanurzyła się w mule skutkiem nieprawidłowego pierwszego nurkowania, żadna też nie odniosła większych uszkodzeń, które wpływałyby na prawidłowość ruchu w wodzie. Wobec takich rezultatów Naval Torpedo Station uznała torpedę za udany pocisk, który w rzeczywistości przewyższał jej oczekiwania, „daleko przewyższający wszystkie inne jakimi aktualnie dysponujemy”. Nie wszystkie jednak opinie były tak pozytywne. Pierwsza wersja torpedy, oznaczona jako Mod 0, jako jedyna wśród amerykańskich torped zakończona była śrubą umieszczoną przed płaszczyznami kontrolnymi sterów. Z nieznanych do dziś powodów niezadowolona z takiego rozwiązania Naval Torpedo Station rozpoczęła testy nowego wariantu Mk 13 ze śrubą umieszczoną za sterem. Gdy Torpedo Station otrzymała zamówienie na kolejne 72 sztuki torpedy, zastosowano tę modyfikację oznaczając nowy pocisk jako Mod 1. Produkowana w 1939 roku Mod 1 weszła do służby w roku 1940 i natychmiast stała się przedmiotem krytyki. Zmodyfikowana konstrukcja trapiona była przez dużą liczbę defektów. Cztery na dziesięć Mod 1 wystrzelonych przez VT-6 w trakcie ćwiczeń w lipcu 1941 roku zniknęły bez śladu natychmiast po upadku do wody, z pozostałych sześciu torped pięć płynęło chaotycznie i nieprzewidywalnie, jedynie jedna zaś prosto, na odpowiedniej głębokości i z właściwą prędkością. Wkrótce też Bureau of Ordnance (BuOrd) stwierdziło, że torpeda Mod 1 miała tendencję do skręcania w lewo zaraz po wejściu w wodę. Gdy tylko uporano się z tym problemem, okazało się, że torpeda ma chroniczny problem z utrzymaniem głębokości. Jak stwierdzono, śruba torpedy jest zbyt słaba, aby wytrzymać wstrząs przy wejściu z dużą prędkością do wody, zaś mechanizm zapalnika musi zostać zmodyfikowany, w celu zapobieżenia uzbrajaniu się torpedy jeszcze w powietrzu. Nawet jednak po wyeliminowaniu tych problemów, Torpedo Station nie radziła sobie ze znalezieniem sposobu na umożliwienie wejścia w wodę przy dużej prędkości.

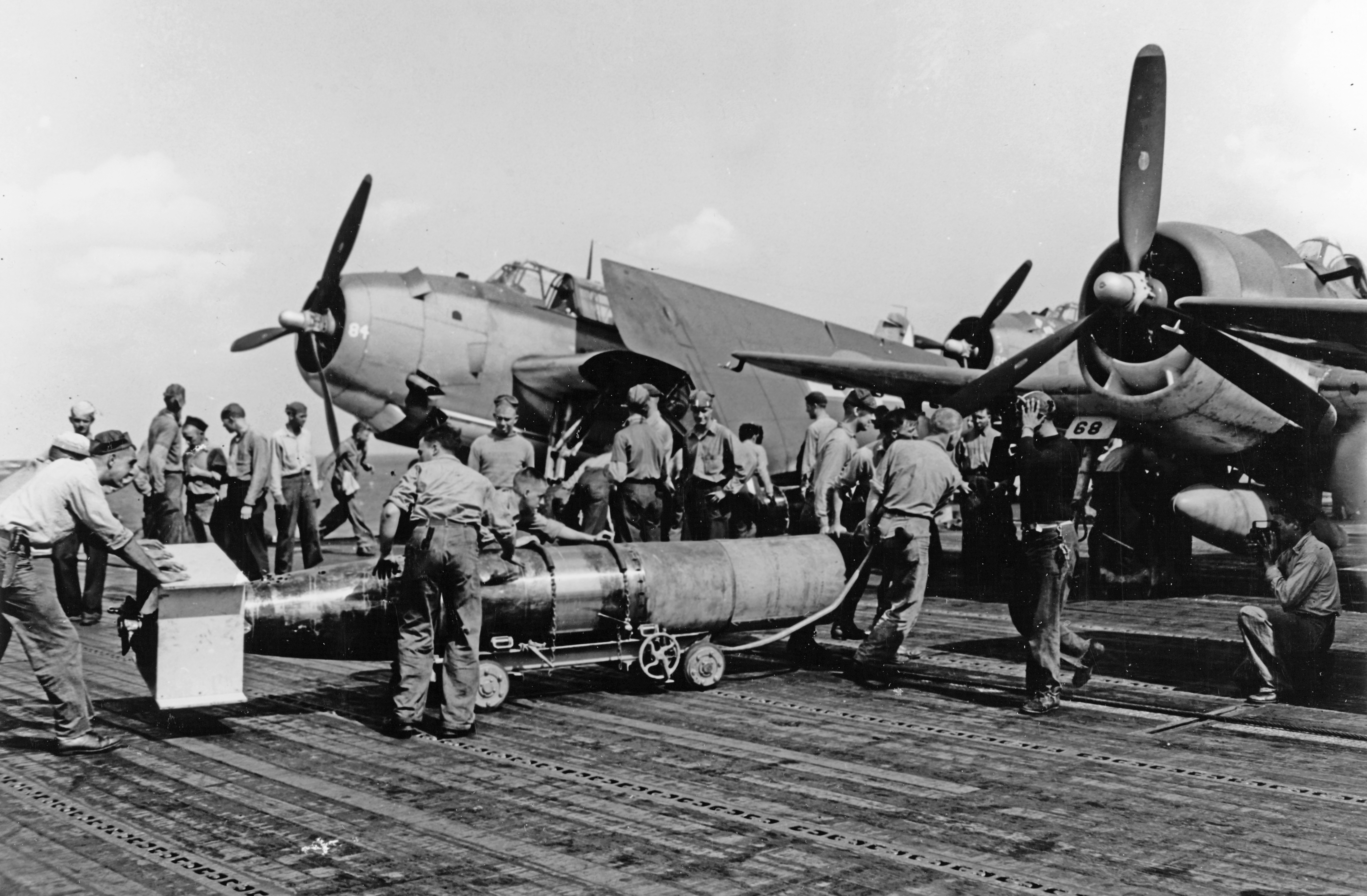
13 października 1944 roku; obsługa pokładowa USS „Wasp” (CV-18) z Mark 13 z wyraźnie widocznym na pierwszym planie stabilizatorem ze sklejki, osłaniającym śrubę i płaszczyzny sterowe. Widoczny na zdjęciu jest również drewniany pierścień osłaniający czoło torpedy, który został zastosowany dopiero w późniejszej wersji

Problem stał się znany na różnych szczeblach dowodzenia United States Navy. Swoje zaniepokojenie wyraził między innymi wiceadmirał William Halsey, który wysłał w tej sprawie długie memorandum do dowództwa Bureau of Ordnance (BuOrd). Halsey wskazał, że Mk 13 ma wiele wad, w tym większy zasięg niż niezbędny, nieadekwatną prędkość, niewystarczającą fizyczną odporność na wstrząsy oraz zbyt dużą wagę i wymiary. Zarówno jednak BuOrd, jak i Torpedo Station były świadome problemu, zwłaszcza ograniczeń taktycznych stwarzanych przez specyfikację torpedy. Pilną potrzebą okazało się zwiększenie prędkości torpedy do 40 węzłów. Toteż już w 1938 roku rozpoczęły poszukiwania dróg jego rozwiązania, jednak nie udało się to aż do wiosny 1941 roku. W maju tego samego roku Torpedo Station testowała możliwości zrzutu Mk 13 z różnych samolotów i podczas testów z Consolidated Catalina opracowano rozwiązanie, które „znacząco poprawia charakterystyki torpedy i eliminuje większość trudności, które w przeszłości powodowały chaotyczny bieg torpedy”.
Rozwiązaniem tym okazała się instalacja wykonanego ze sklejki urządzenia osłaniającego śrubę i stery, które po upadku do wody ulegało rozbiciu, absorbując wstrząs w stopniu wystarczającym dla ochrony wrażliwych elementów torpedy, stabilizowało też lot torpedy, ułatwiając wejście w wodę pod właściwym kątem. Zastosowanie tego prostego środka zalecono wszystkim obsługom samolotów patrolowych. Podobną instrukcję wystosowano do każdej eskadry uderzeniowej z samolotami TBD-1 Devastator, jednak informacja o tym nie dotarła na same okręty aż do 10 listopada 1941 roku. Informację przekazano okrężną drogą przez Bureau of Aeronautics (BuAer), które z kolei zapytało załogi o komentarz. Wkrótce jednak US Navy została zaangażowana w wojnę na dwóch oceanach i jedyną eskadrą, która dokonała takiej oceny, był Torpedo Squadron 4 z działającego na Atlantyku lotniskowca USS „Ranger” (CV-4).

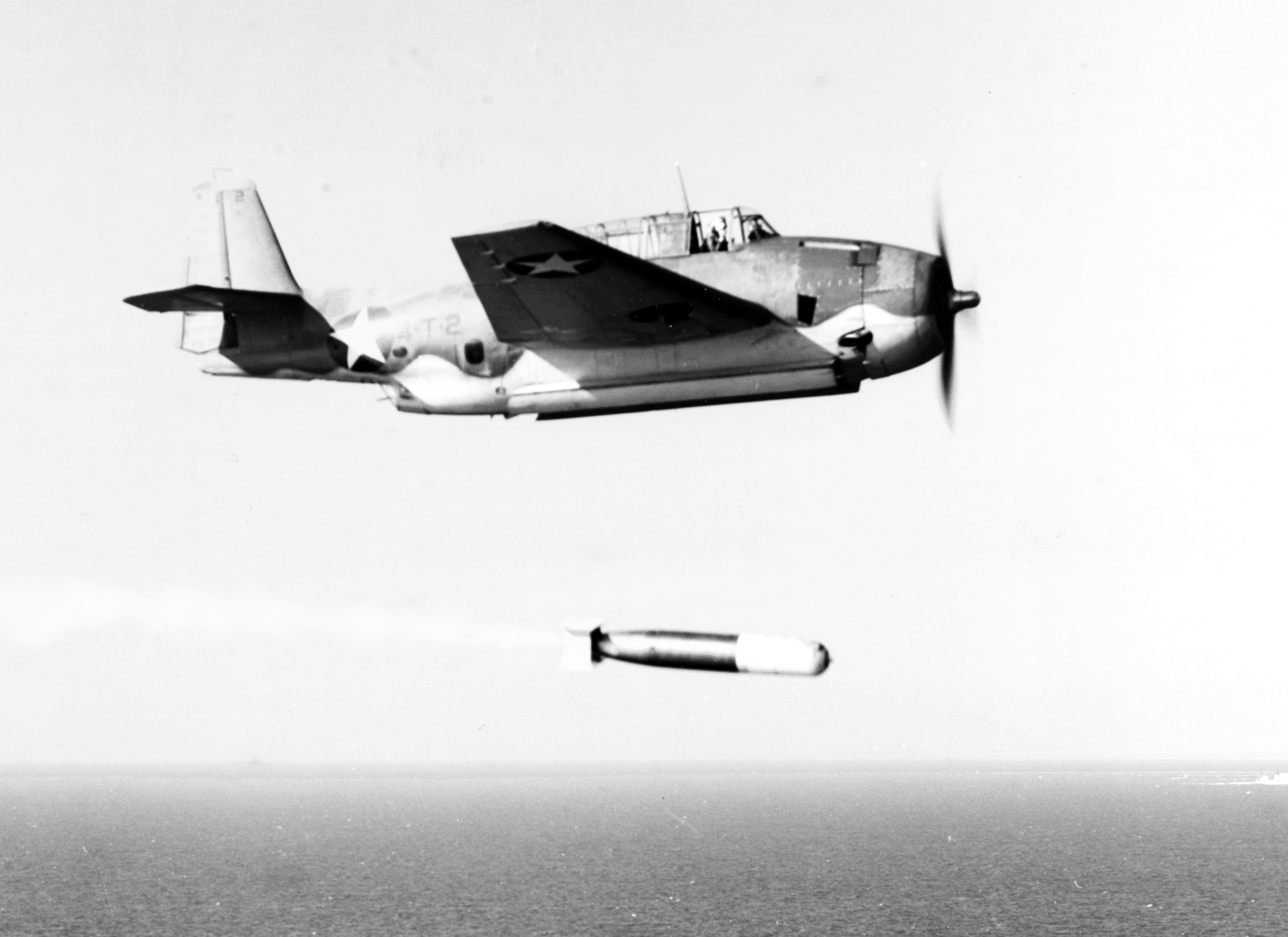
Grumman TBF-1 Avenger zrzuca Mark 13 podczas testu niedaleko Quonset Point w stanie Rhode Island w 1942 roku. Z pędnika otoczonego stabilizatorem (słabo widocznym ze względu na niską jakość fotografii) wydostaje się para wodna pracującej turbiny parogazowej. Mogło to spowodować przegrzanie się turbiny – pozbawionej oporu wody – skutkiem zbyt wysokich obrotów w powietrzu, dlatego w późniejszych wersjach zainstalowano zawór opóźniający uruchomienie silnika do momentu znalezienia się torpedy w wodzie

Technicy CV-4 nie mieli problemów z wykonaniem zalecanego stabilizatora, który jednak powodował problem z podwieszeniem pod samolotem. Podwozie TBD-1 znajdowało się nisko nad pokładem, toteż wyposażona w stabilizator torpeda nie mogła być podwieszona pod samolotem, bez podniesienia ogona samolotu w górę. Wywoływało to konieczność każdorazowego zaangażowania kilku osób do podniesienia tyłu maszyny około pół metra w górę i podparcia go, po czym dopiero torpeda mogła być podwieziona pod samolot, umieszczona we właściwej pozycji i uniesiona w górę w celu podczepienia pod samolotem. Stabilizator kolidował także z umieszczonym pod tylną częścią kadłuba samolotu zaczepem bombowym Mark 35, gdy jednak udawało się w końcu podwiesić torpedę pod samolotem, dolna cześć stabilizatora znajdowała się jedynie niecałe 9 cm nad pokładem, gdy tymczasem przechodzące w poprzek całego pokładu liny hamujące, znajdowały się na „Rangerze” na wysokości 14 cm nad pokładem. W celu więc zapobieżenia poważnym następstwom w razie powrotu i lądowania samolotów z niezrzuconą torpedą, dowódca okrętu polecił zaokrąglić dolne krawędzie wszystkich stabilizatorów. Informacje z „Rangera” dotarły do Newportu dopiero na przełomie lutego i marca 1942 roku, Torpedo Station postanowiło więc przeprowadzić dodatkowe badania, żądając w tym celu dostarczenia do Newportu na dłuższy czas jednego egzemplarza TBD-1. Wprawdzie te dodatkowe prace zostały podjęte, jednak marynarka szybko zastępowała przestarzałe już Devastatory nowymi TBF Avengerami, toteż samolot nie został udostępniony konstruktorowi i producentowi torped.

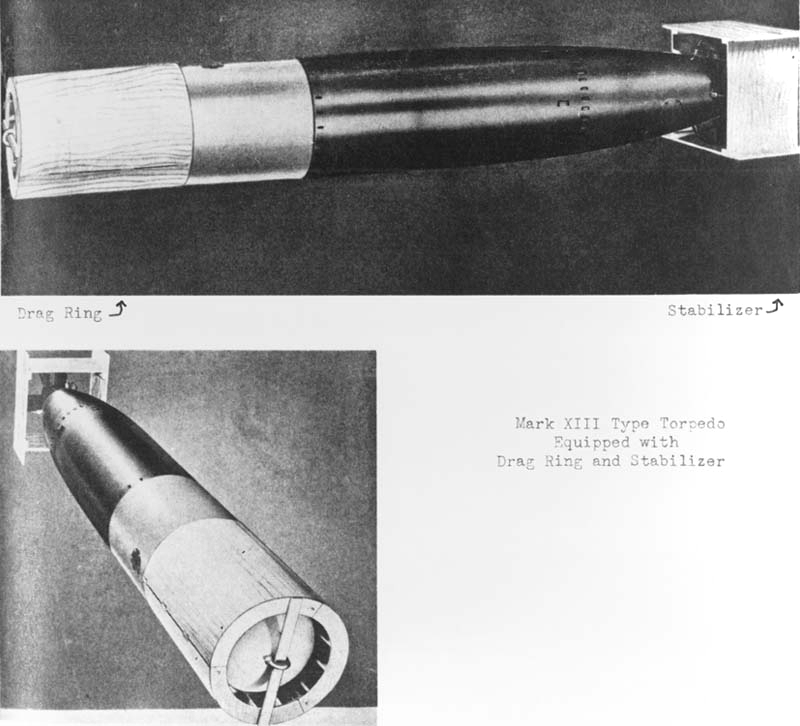
Grafika Mark 13 z drewnianym stabilizatorem osłaniającym stery i śrubę torpedy, oraz z drewnianym cylindrem osłaniającym głowicę torpedy. Oba drewniane elementy ulegały rozbiciu przy wejściu w wodę, amortyzując częściowo wstrząs, któremu podlegał sam pocisk

Natychmiast po Midway stało się jasne, że Mark 13 wymaga usprawnienia. Torpedo Station prowadziła dalsze prace nad Mk 13 latem 1942 roku, prowadząc testy ulepszonego stabilizatora oznaczonego jako Mark 2. Bardzo niewiele jednak wiadomo o tych pracach. Dokumenty Bureau of Ordnance na ten temat po dziś dzień bowiem pozostają tajne, zaś wiele zdjęć z tych testów zostało ocenzurowanych, przez wymazanie z nich nowego stabilizatora. Wiadomo jednak, że BuOrd przeanalizowała ponad 100 zrzutów torped przy prędkości nieco większej niż 150 węzłów, a wnioski z tych analiz potwierdzają raporty pilotów twierdzących, że jedynie 1/3 zrzutów była satysfakcjonująca, w jednej trzeciej ataków nie uruchomił się silnik pocisku, 1/5 zatonęła, pozostałe zaś schodziły z kursu lub miały problem z utrzymaniem głębokości. Dostępne dokumenty sugerują, że Naval Torpedo Station nie była wówczas w stanie osiągnąć stopnia ulepszenia niezbędnego do uczynienia Mark 13 akceptowalną z punktu widzenia warunków, które były po Midway uznawane za niezbędne dla sukcesu w ataku. Sfrustrowana marynarka zwróciła się wobec tego po pomoc do złożonego z najbardziej szanowanych naukowców National Defense Research Committee (NDRC), celem opracowania ulepszonej torpedy zdolnej do wytrzymania wstrząsu przy uderzeniu w wodę z prędkością 350 węzłów z wysokości 800 stóp (245 metrów). Założeniem tej charakterystyki było zwiększenie czasu lotu torpedy w powietrzu i zmniejszenie czasu biegu torpedy pod wodą, w celu utrudnienia przeciwnikowi wymanewrowywania płynących torped.

Torpeda Mark 13 otrzymała 13 modyfikacji oznaczonych kolejnymi numerami Mod:

Mark 13 Mod 1
Ulepszona część ogonowa, wzmocniona śruba; stery przeniesione do przodu przed śrubę.

Mark 13 Mod 2
Projekt torpedy rozwijającej prędkość 40 węzłów (anulowany).

Mark 13 Mod 2A
Prędkość Mod 2 zwiększona do 33,5 węzła; dodany zawór opóźniający rozruch turbiny – przez odcięcie dopływu paliwa – do momentu wejścia torpedy w wodę, jeśli torpeda została zrzucona z wysokości większej niż 300 stóp (91,5 metra).

Mark 13 Mod 3
Dodane dodatkowe ustawienie żyroskopu, umożliwiające skręcanie torpedy, przy zrzucie pod kątem w stosunku do celu.

Mark 13 Mod 4
Model eksperymentalny; wyprodukowano 50 sztuk torpedy ze wzmocnioną tylną częścią kadłuba.

Mark 13 Mod 5
Dodany zawór opóźniający rozruch turbiny do Mark 13 Mod 1 (13-1).

Mark 13 Mod 6
Dodany metalowy pierścień ogonowy osłaniający śrubę do 13-2A.

Mark 13 Mod 7
Dodany pierścień ogonowy do 13-3.

Mark 13 Mod 8
Dodany pierścień ogonowy do 13-4.

Mark 13 Mod 9
Dodany pierścień ogonowy do 13-5.

Mark 13 Mod 10
Wzmocniona tylna część kadłuba, pierścień ogonowy, usunięte ustawienie kątowe żyroskopu.

Mark 13 Mod 11
13-6 zmodyfikowana w celu zastosowania belki zawieszenia.

Mark 13 Mod 12
13-7 zmodyfikowana w celu zastosowania belki zawieszenia.

Mark 13 Mod 13
13-9 zmodyfikowana w celu zastosowania belki zawieszenia.

Wkrótce też NDRC zawarła z California Institute of Technology (CalTech) kontrakt badawczy na przeprowadzenie hydromechanicznych badań nad zjawiskami towarzyszącymi wejściu torpedy w wodę przy dużej prędkości. Po przeprowadzeniu badań i testując różne rozwiązania (w tym instalację silników rakietowych, które miały spowalniać opadanie torpedy do wody), naukowcy z CalTech opracowali specjalną klamrę, która dodana do ogona Mark 13 dzięki odpowiedniemu oporowi stabilizowała wejście torpedy w wodę, minimalizując tendencję odbijania się od powierzchni. Wykorzystano także wyniki wcześniejszych prac nad napędzanym silnikiem rakietowym pociskiem przeciwpodwodnym „Mousetrap”, podczas których stwierdzono, że prostokątny pierścień osłaniający ogon torpedy znacząco redukuje zahaczanie ogona o wodę i stabilizuje proces wejścia w nią pocisków podwodnych. CalTech dodała też do konstrukcji torpedy zawór opóźniający uruchamianie zapłonu silnika do momentu wejścia torpedy w wodę. Uniemożliwiało to przegrzanie się silnika pocisku z powodu zbyt wysokich obrotów podczas lotu w powietrzu. Ostatnią nowością było dodanie trzech drewnianych cylindrów nakładanych na czołową część torpedy, działających jako amortyzator i dodatkowo stabilizujących wejście Mk 13 w wodę. Te i inne ulepszenia zostały dodane do torpedy Mark 13 jako Mod 2A, 3, 4 i 5 do jesieni 1944 roku. Testy zmodyfikowanej torpedy na głębokowodnym poligonie testowym w Fort Lauderdale na Florydzie dowiodły, że zmodernizowana torpeda dobrze znosi zrzuty z wysokości 800 stóp (245 metrów) zamiast dotychczasowych 50 stóp, przy prędkości do 300 węzłów zamiast 110 węzłów. Tak zmodyfikowane pociski zostały dostarczone flocie tuż przed bitwą w zatoce Leyte, zaś ich możliwości postawiły Mk 13 wśród najlepszych – zdaniem marynarki (BuOrd) – torped lotniczych na świecie.
Modyfikacje torpedy polegające na dodaniu drewnianych elementów miały swoje wady. Rozwiązania tego typu nie zatwierdził dla japońskich torped wiceadmirał Shoji Naruse, kierujący zespołem, który opracował podstawową japońską torpedę lotniczą Typ 91. Japończycy przetestowali kilka przechwyconych Mark 13, i admirał uważał, że szczątki drewnianych elementów mogą zbyt łatwo zostać wciągnięte w wodzie między łopatki śruby, prowadząc do jej uszkodzenia. Także Amerykanie zastąpili wkrótce drewniany stabilizator metalowym pierścieniem ogonowym. Tym niemniej, po wprowadzeniu wszystkich modyfikacji, torpeda Mark 13 zaczęła w toku wojny stanowić niezawodną broń.

### Glide Torpedo

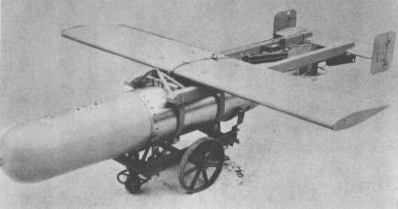
GT-1 na wózku do podwieszeń

Niezależnie od marynarki, wchodzące ówcześnie w skład wojsk lądowych amerykańskie siły powietrzne podjęły próbę dostosowania torpedy Mk. 13 do przenoszenia przez płatowiec latającej bomby GB-1. Zainicjowany w sierpniu 1943 roku program Glide Torpedo (szybującej torpedy) doprowadził do powstania na bazie GB-1 szybującej torpedy oznaczonej jako GT-1. Zastosowany w niej prosty płatowiec GB-1 zamiast bomby przenosić miał podczepioną torpedę Mk. 13 Mod 2A. Po uwolnieniu z aparatu z przenoszącego go samolotu, pocisk szybował po zaprogramowanej trajektorii, zaś wejście w wodę uruchamiało mały ładunek wybuchowy, który odstrzeliwał torpedę z płatowca, która po uruchomieniu swojego silnika, rozpoczynała zaprogramowany wzór poszukiwań celu. W 1945 roku wykonano kilka nieskutecznych zrzutów testowych, po czym program został zakończony.

## Konstrukcja
Wśród producentów Mark 13 znajdowały się Naval Torpedo Station, Pontiac Motor Division, Amertorp Corp. i International Harvester.
Torpeda Mark 13 o średnicy 22,5 cala (571,5 mm) i nieco ponad 4 metrach długości, ważyła w swojej pierwszej wersji 874 kg. Wyporność torpedy wynosiła 775 kilogramów. Pocisk składał się z czterech głównych rozszczepialnych sekcji, w kolejności: głowicy bojowej lub ćwiczebnej, korpusu, części rufowej oraz ogona.

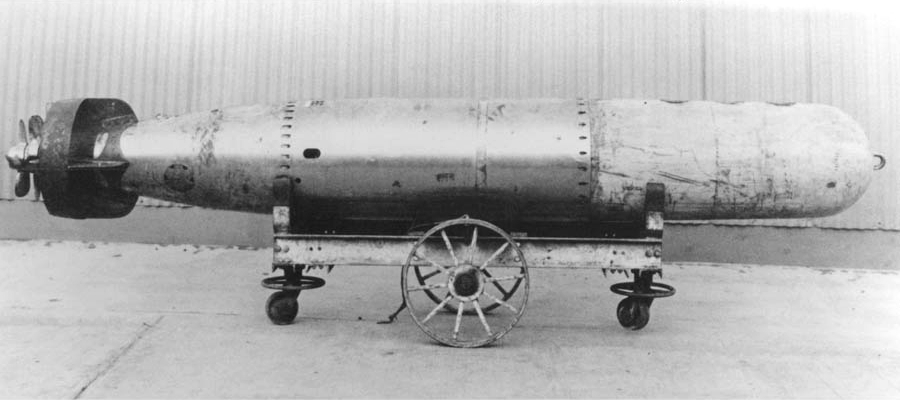
Mark 13 Mod 6 w której drewniany stabilizator zastąpiono metalowym pierścieniem ogonowym

W wersjach Mod 0 i Mod 1 torpeda Mark 13 wyposażona była w głowicę bojową Mark 13, bądź głowicę ćwiczebną Mark 26 lub Mark 26-1 odpowiednio. W wersji Mark 13 Mod 2, używano głowicy bojowej Mark 13-1, bądź treningowej Mark 26 Mod 3. Nieco stożkowa w tylnej części i półkolista w części przedniej głowica bojowa torpedy Mk 13 Mod 0 zawierała 406 funtów (182 kg) TNT, w późniejszych zaś modelach 600 funtów (262 kg) Torpexu lub HBX. Jeśli używano trotylu, głowica była elaborowana roztopionym materiałem wybuchowym, wlewanym do skorupy głowicy umieszczonej pod kątem 30° w dół. Po zestaleniu się TNT, środek ciężkości ładunku znajdował się nieco poniżej osi pocisku i wału napędowego, co wraz z ołowianym balastem o masie 12 funtów (5,4 kg) w środkowej części pocisku, dawało torpedzie pożądaną stabilność. Zawierający tetryl detonator pocisku nie znajdował się w torpedzie, lecz był przechowywany osobno i wkładany w spód do głowicy podczas bezpośrednich przygotowań do użycia. Detonator zawierał tetryl w miedzianej cylindrycznej osłonie umieszczonej na szczycie zapalnika. Uruchomienie zapalnika odpalało detonator, który powodował eksplozję ładunku głowicy.
Korpus torpedy wykonany był w kształcie cylindra ze stali stopowej zwężającego się nieco ku tyłowi, i podzielonego na dwie sekcje: przednią – będącą właściwym korpusem – oraz butlę paliwową umieszczoną z tyłu. Ta ostatnia poprzedzała mieszczącą turbinę wodoszczelną sekcję rufową, która musiała wytrzymać zewnętrzne ciśnienie hydrostatyczne wynoszące 50 psi przez okres 30 minut bez przecieku przekraczającego 4 uncje (14 gramów). W pierwszej wersji torpedy, Mod 0, musiała też wytrzymać upadek z wysokości 75 stóp (22 metry) po zrzuceniu z samolotu przy prędkości 125 węzłów.
Przy zrzucie z samolotu mechanizm startowy rozpędzał żyroskop Mark 12 oraz uruchamiał silnik pracujący jedynie na sprężonym powietrzu, celem uniknięcia przegrzania turbiny i spalenia jej podczas długiego lotu w powietrzu, podczas gdy zawór opóźniający uniemożliwiał dopływ paliwa do silnika aż do momentu kontaktu torpedy z wodą. Zawór ten był zabezpieczony miedzianym drutem – uderzenie torpedy w wodę powodowało pęknięcie drutu i otwarcie zaworu; dopływ paliwa uruchamiał zapłon i cykl spalania. Za pomocą wału napęd był przenoszony na dwie przeciwbieżne śruby torpedy, o prędkości obrotowej 1150 RPM. Dzięki zastosowaniu śrub przeciwbieżnych uniknięto obracania się torpedy wokół własnej osi. W podobny sposób zabezpieczony był zapalnik głowicy, który uzbrajany był przez obracający się w wodzie wirnik, zabezpieczony urywającym się przy uderzeniu w wodę miedzianym drutem. Skutkiem wprowadzanych kolejno modyfikacji, od przełomu lat 1944/1945 optymalną wysokością zrzutu było 800 stóp przy prędkości 260 węzłów.

## Służba operacyjna
Wyprodukowano jedynie 156 torped pierwszej wersji Mark 13 Mod 0. Zapewniło to pełne dwukrotne zaopatrzenie torpedowe dla każdej złożonej z 18 samolotów eskadr przydzielonych czterem dużym lotniskowcom marynarki – USS „Saratoga” (CV-3), „Lexington” (CV-2), „Yorktown” (CV-5) i „Enterprise” (CV-6) – plus 12 torped rezerwy. Pierwszymi eskadrami torpedowymi, które w 1928 roku weszły do służby operacyjnej, były VT-1 z „Lexingtona” (CV-2) i VT-2 z „Saratogi” (CV-3)
Do wybuchu wojny jednak, wszystkie amerykańskie eskadry morskie zostały wyposażone w nowe pociski.

### Koordynacja ataków
Pod koniec wojny ogrom i siła ognia japońskich superpancerników „Musashi” i „Yamato” wymagały zmasowanych ataków torpedowych, skoordynowanych z atakami bombowców nurkujących do ich obezwładnienia i zatopienia. W nakręconym w 1945 roku filmie szkoleniowym „Aerial Torpedo Attack: High Speed, High Altitude”, marynarka amerykańska podkreślała konieczność koordynacji ataków torpedowych z innymi typami ataków: bombowców nurkujących i ostrzału z powietrza za pomocą broni pokładowej oraz rakiet przez towarzyszące samoloty myśliwskie. Z innych zaś dokumentów wynika, że piloci samolotów torpedowych otrzymali wręcz formalny zakaz przeprowadzania ataków na silnie bronione okręty liniowe – jak wyposażone w przeciwlotnicze pociski kalibru nawet 460 mm (jap. sanshikidan) superpancerniki typu Yamato – jeśli nie dysponują wsparciem ze strony innych rodzajów samolotów. O konieczności ścisłego stosowania taktyki skoordynowanych ataków marynarka amerykańska przekonała się już 4 czerwca 1942 roku, gdy atakująca bez wsparcia eskadra torpedowa VT-8 została zdziesiątkowana podczas ataku na japońskie lotniskowce pod Midway, a bombowce nurkujące dotarły na miejsce już po zestrzeleniu większości samolotów torpedowych. Krytyczne w tym względzie znaczenie miało zgranie w czasie ataków samolotów torpedowych i bombowych. Piloci samolotów torpedowych byli szkoleni w schodzeniu na pozycję do zrzutu w tym samym momencie, w którym bomby samolotów nurkujących uderzały w cele. Dzięki temu, część artylerii przeciwlotniczej celu zostawała wyłączona z walki, okręt zaś mógł odnieść uszkodzenia, które prowadziły do ograniczenia lub utraty sterowności, czy systemu napędowego, co czyniło go łatwiejszym celem dla torped. W przypadku dostępności wsparcia ze strony szybkich samolotów myśliwskich, które ogniem broni pokładowej lub rakiet mogły tłumić ognień przeciwlotniczy przeciwnika, piloci samolotów torpedowych mogli odstąpić od koordynacji z samolotami bombowymi.

### Użycie bojowe

#### Druga wojna światowa

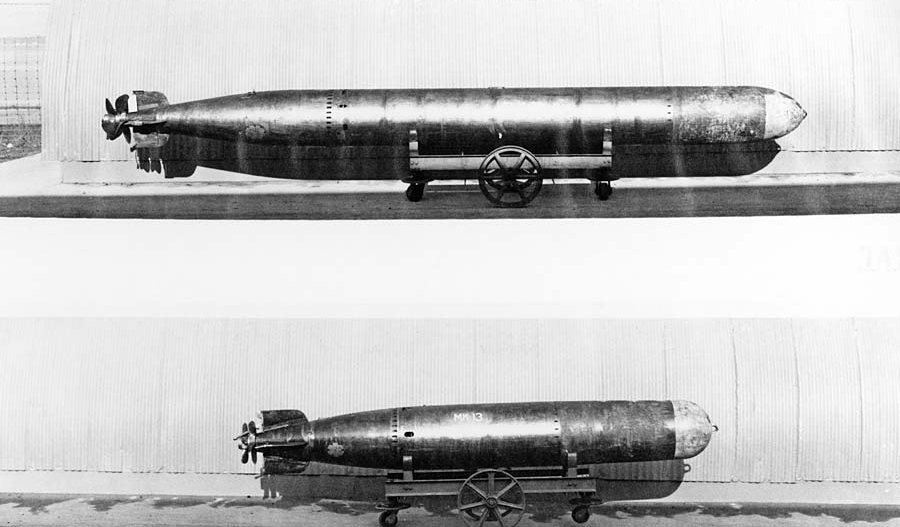
Mark XIV i Mark XIII (u dołu) – dwie podstawowe amerykańskie torpedy wojny na Pacyfiku

Po japońskim ataku na ataku na Pearl Harbor w grudniu 1941 roku, amerykańska flota znalazła się w strategicznej defensywie. Już jednak w marcu 1942 roku samoloty pokładowe lotniskowca „Lexington” wykonały pierwszy w historii amerykański atak torpedowy w warunkach wojny.

##### Bitwa na Morzu Koralowym
10 marca 2 Eskadra Torpedowa (VT-2) USS „Lexington” zaatakowała transportowce w pobliżu Lae i Salamaui, jako część podjętego wraz USS „Yorktown” skoordynowanego rajdu mającego przeciwdziałać japońskiej inwazji na Salamaua i Lae. Debiut Mk 13 nie był jednak udany: jedynie jedna lub dwie na 13 zrzuconych przez VT-2 torped znalazły cel, zatapiając transportowiec „Yokohama Maru”. Pozostałe pociski przeszły zbyt głęboko pod celami, bądź zdefektowały. Taki rezultat ataku na powolne lub stojące niebronione statki, był więcej niż niezadowalający.
Następna okazja testu efektywności bojowej torpedy Mark 13 przyszła dopiero 4 maja 1942 roku, kiedy 12 TBD z VT-5 wystartowało z „Yorktowna” w celu ataku na japońską żeglugę w pobliżu Tulagi. Sekcja trzech TBD zaatakowała wówczas transportowiec „Azumasan Maru” stojący na kotwicy na północnym brzegu wyspy, dwa inne Devastatory natomiast zaatakowały „Kōei Maru” na kotwicy w pobliżu Gavutu. I tym razem nie osiągnięto żadnego trafienia. Pozostałe Devastatory z VT-5 przeprowadziły skoordynowany atak z dwóch stron na stojące burta przy burcie stawiacz min „Okinoshima” oraz niszczyciele: „Kikuzuki” i „Yūzuki”. Jednakże tylko jedna z torped zadziałała prawidłowo, trafiając „Kikuzuki” i powodując zniszczenia, które zmusiły japońską załogę do wyrzucenia okrętu na brzeg, gdzie okręt porzucono. Po uzupełnieniu uzbrojenia i zatankowaniu na pokładzie „Yorktowna”, Devastatory powróciły w celu ponownego ataku na okręt minowy, który w międzyczasie z powodzeniem wymanewrował atak bombowców z ich lotniskowca. I tym jednak razem rozwijający prędkość 20 węzłów stawiacz min uniknął wszystkich torped, pozostawiając rezultat dnia całej eskadry z zaledwie jednym trafieniem na 22 użyte torpedy.
Shōhō

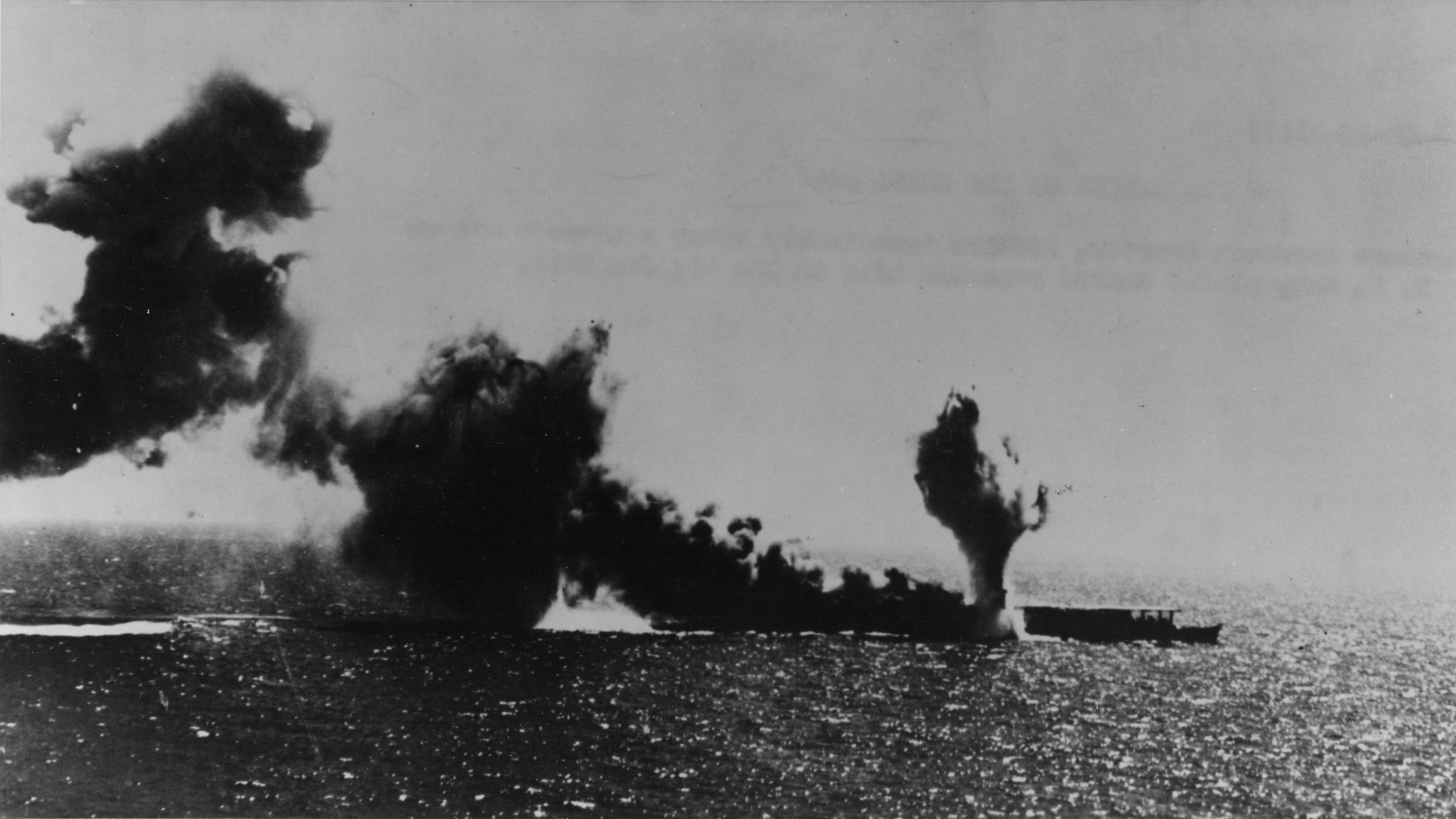
„Shōhō” spowity dymem z rufy po ataku bombowców nurkujących z „Lexingtona” (CV-2) w chwili eksplozji pierwszej z siedmiu zrzuconych przez VT-2 i VT-5 Mark 13 które dosięgły celu. „Shōhō” był pierwszym ważnym okrętem zatopionym przez amerykańskie torpedy lotnicze, 7 maja 1942 roku, na Morzu Koralowym. Trafienie uzyskał prawdopodobnie samolot VT-2 przenoszący jedną Mk 13 pierwszej serii produkcyjnej – Mod 0, znacznie bardziej niezawodnej od Mod 1 i kolejnych wersji.

Torpedy Mark 13 sprawiły się znacznie lepiej trzy dni później, kiedy eskadry torpedowe z obu lotniskowców wzięły udział w skoordynowanym ataku na japoński lotniskowiec lekki „Shōhō”. Wśród 93 maszyn, które 7 maja wystartowały z „Lexingtona” i „Yorktowna”, znajdowały się 22 samoloty torpedowe: 12 TBD z VT-2 i 10 TBD z VT-5. Gdy bombowce nurkujące rozpoczęły atak, niezdolne do dotrzymania im kroku, znacznie wolniejsze od SBD samoloty torpedowe dotarły do celu z południowego zachodu. W celu uniknięcia ognia z najbliższych krążowników dowódca VT-2 poprowadził swoją eskadrę dookoła, aby atakując od północy wykorzystać dziurę w pierścieniu eskorty lotniskowca. Następnie podzielił swoją grupę na dwie sekcje, tak aby zaatakować lotniskowiec sześcioma TBD z bakburty, sześcioma zaś zaatakować sterburtę. W teorii, taki atak czynił niemożliwym uniknięcie przez cel trafienia, w którąkolwiek bowiem stronę miałby się uchylić cel, zawsze trafiał pod ogień któregoś z samolotów. W praktyce dla powolnych Devastatorów był to bardzo trudny sposób ataku. W jego efekcie jednak samoloty VT-2 uzyskały pięć trafień (zgłoszono dziewięć), które wybiły dziury w kadłubie, wyłączyły z użytku kotły i zniszczyły maszynownię lotniskowca. Wiodące elementy grupy lotniczej „Yorktowna” pojawiły się nad celem, gdy bombowce „Lexingtona” kończyły atak. „Shōhō” był już wówczas nieruchomy, toteż 11 bomb bombowców nurkujących łatwo znalazło cel.

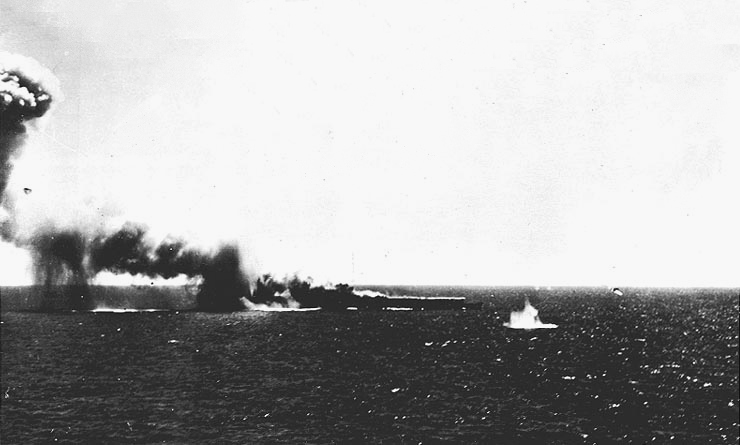
Atak na „Shōhō” ze sterburty, widoczny TBD w ostrym zwrocie tuż po zrzuceniu Mark 13. Duży gejzer wody na prawo od dziobu okrętu wskazuje miejsce wejścia torpedy w wodę.

Jako ostatnie przybyły nad cel samoloty torpedowe VT-5, które zaatakowały z bardzo małej odległości i uzyskały co najmniej dwa trafienia w część dziobową okrętu na prawej burcie – załogi zgłosiły 10 trafień. Wielokrotnie jednak trafiony tego dnia bombami i torpedami japoński okręt w ciągu kilku następnych minut pogrążył się w morzu. „Shōhō” był pierwszym lotniskowcem zatopionym podczas wojny na Pacyfiku.
Było to pierwsze prawdziwe zwycięstwo torped Mark 13 w tej wojnie, nie należy jednak zapominać, że zwycięstwo to dokonało się przy braku prawdziwej opozycji – wyposażony jedynie w cztery samoloty myśliwskie typu 96 i osiem A6M Zero, lekki lotniskowiec nie stanowił przeciwwagi dla grupy 93 samolotów z dwóch dużych lotniskowców amerykańskich, która wystartowała przeciw niemu. Nie niepokojone przez myśliwce przeciwnika i wsparte dobrze skoordynowanym atakiem bombowców nurkujących, 12 powolnych Devastatorów z VT-2 było w stanie spokojnie manewrować w klasycznym ataku i miały dużo czasu na przeprowadzenie ataku z prędkością mniejszą niż 110 węzłów na wysokości 50 stóp. Ograniczenia taktyczne i słabości pary TDB – Mk 13 miały wyjść na jaw dopiero następnego dnia.
Shōkaku i Zuikaku
W odróżnieniu od ataku na „Shōhō” bitwa lotniskowców, która wywiązała się 8 maja 1942 roku, była starciem dwóch równorzędnych przeciwników – grup powietrznych dwóch dużych lotniskowców amerykańskich, z grupami powietrznymi dwóch dużych lotniskowców japońskich. Mimo że łączna liczba amerykańskich samolotów była nieznacznie większa od liczby samolotów japońskich, te ostatnie były zaprawione w bojach, dysponowały bardziej niezawodnymi torpedami, a Nakajima B5N był lepszym samolotem torpedowym, niż amerykański Devastator. Z drugiej strony Japończycy nie dysponowali dobrym rozpoznaniem, a ich bombowce nurkujące Aichi D3A nie dorównywały amerykańskim SBD Dauntless. Japońskie samoloty myśliwskie Zero były bardziej zwrotne, ale amerykańskie Grumman F4F Wildcat były lepiej opancerzone i mogły wytrzymać więcej trafień.

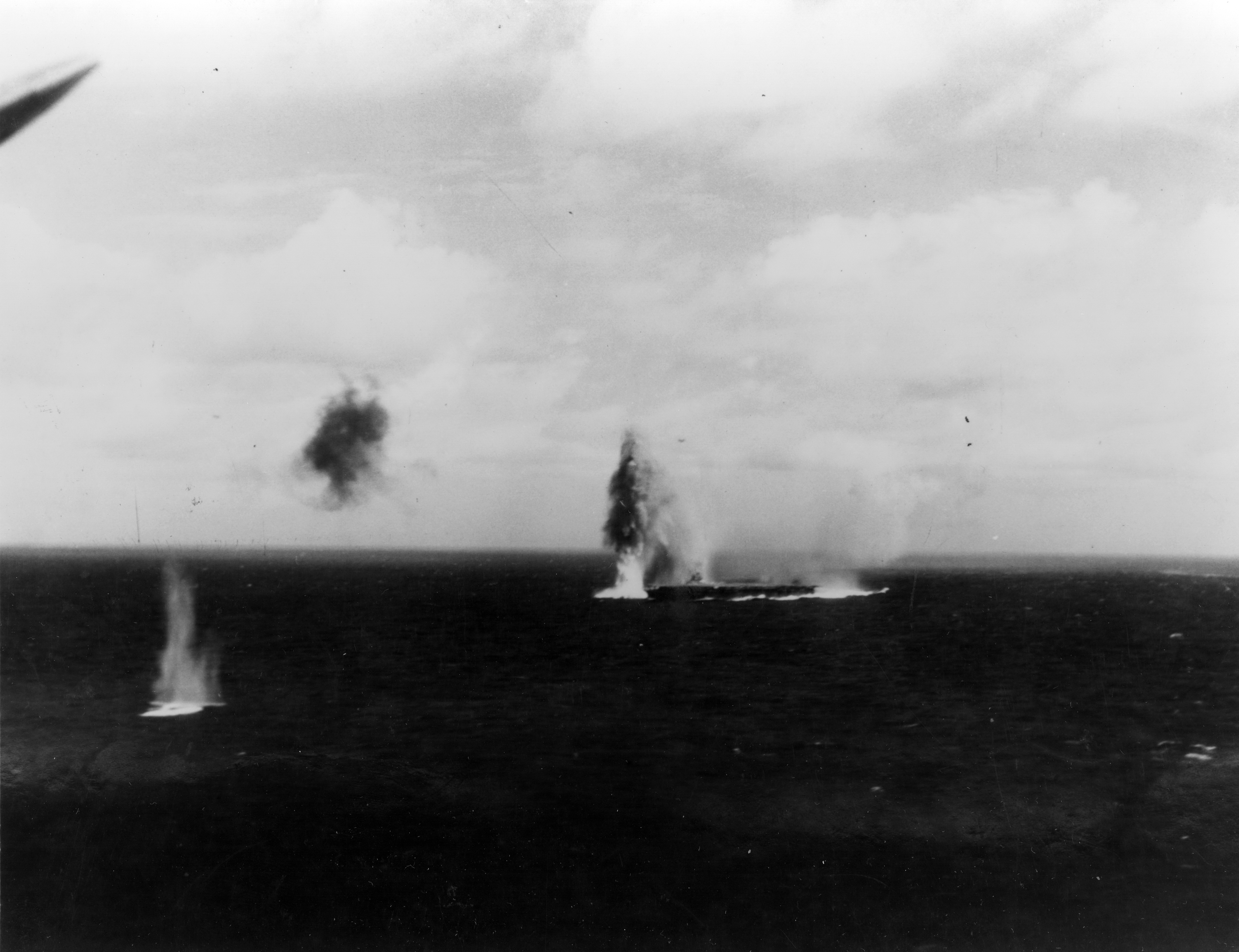
Eksplozje w pobliżu „Shōkaku”, które mogły być wzięte przez pilotów TBD za trafienia torped Mk 13

W odróżnieniu od Japończyków, amerykańskie grupy lotnicze nie koordynowały ze sobą ataków, zamiast tego oba amerykańskie lotniskowce działały oddzielnie. W ten sposób grupa uderzeniowa „Yorktowna” została podzielona na dwa elementy taktyczne – pierwszy składał się z 24 SBD i 3 F4F, drugi zaś z 9 TBD i 3 F4F. Dowodzący VT-7 ltCmdr Joseph Taylor zdecydował się zaatakować „Shōkaku”, gdyż ten wydawał się mieć słabszy pierścień eskorty. Eskadra zniżyła swój lot do 50 stóp (15 metrów) i zwiększyła prędkość do 110 węzłów, jak tylko bombowce nurkujące rozpoczęły swój atak. Podczas gdy samoloty eskorty wiązały japońskie myśliwce, 9 TBD utworzyło szyk w jednej linii, w którym każdy z pilotów atakował lewą burtę lotniskowca. Wszystkie samoloty zrzuciły swe torpedy w odległości 1000 do 2000 jardów (1800 metrów), gdy bombowce kończyły swój atak. Żadna z rozwijających prędkość 30 węzłów torped Mark 13 nie trafiła w okręt. Piloci raportowali wprawdzie 3 trafienia, podobnie jak 3 defekty torped, należy jednak przyjąć, że trzy dostrzeżone trafienia były w rzeczywistości eksplozjami 1000-funtowych bomb lotniczych tuż obok lotniskowca, które piloci wzięli za eksplozje głowic torpedowych w celu.
Grupa uderzeniowa samolotów torpedowych „Lexingtona” nie sprawiła się lepiej. Krótko po starcie jeden z 12 TBD eskadry VT-2 został zmuszony do powrotu na pokład z powodu awarii silnika, pozostałe maszyny kontynuowały lot w eskorcie czterech Wildcatów. Gdy zespół zbliżał się do pola walki, F4F zostały związane walką przez japońskie myśliwce, zmuszając w ten sposób VT-4 do wejścia na dużą wysokość, aby oddalić się od walczących. Schodząc następnie z wysokości 6000 stóp (ok. 1800 metrów), Devastatory zniżały się płaskim ślizgiem, który zwiększył ich prędkość do około 180 węzłów. Dowódca zespołu – ltCmdr Brett – starał się jednak korzystać z chmur tak długo jak było to możliwe. Gdy jednak samoloty torpedowe wyszły zza chmur, zostały przywitane ogniem z dział kalibru 127 milimetrów lotniskowca „Shōkaku”. Dwa samoloty grupy zostały oddzielone w chmurach od pozostałych dziewięciu maszyn. Gdy nieprzyjacielski okręt rozpoczął ostry zwrot w prawo, Devastatory nie miały wystarczająco dużo prędkości, aby go wyprzedzić i wyjść na dobrą pozycję do ataku. Wykonały wobec tego zrzut w niekorzystnej sytuacji – choć w niewielkiej odległości – i oba chybiły. Tymczasem „Shōkaku” zakończył swój pełny zwrot o 180° i płynął teraz w przeciwnym kierunku. Ten manewr stworzył jednak dogodną sytuację dla pozostałych dziewięciu samolotów eskadry, które mogły zaatakować jego sterburtę. TBD natychmiast rozproszyły się, każdy pilot wybrał swój własny kąt ataku i dokonał zrzutu z dystansu, który wydawał mu się optymalny. „Shōkaku” jednak wykonał ponowny zwrot wyprzedzając zbyt wolne Mark 13 i uniknął ich. Piloci VT-2 zgłosili dwa trafienia, w rzeczywistości okręt cesarskiej marynarki nie został trafiony ani razu. Jeden z japońskich świadków ataku opisał atak jako źle wykonany, amerykańscy lotnicy bowiem dokonali zrzutu ze zbyt dużej – jego zdaniem – odległości.
W czasie gdy amerykańskie samoloty atakowały japońskie okręty, japońskie maszyny torpedowe i bombowce zaatakowały okręty Stanów Zjednoczonych. O ile jednak dwie japońskie torpedy Typ 91 zatopiły „Lexingtona”, Mk 13 nie trafiły ani razu, a ciężko uszkodzony bombami lotniczymi „Shōkaku” zdolny był do walki już następnego dnia. W efekcie, działania amerykańskich samolotów torpedowych z torpedami Mark 13 na Morzu Koralowym zakończyły się miernymi rezultatami.

##### Midway
Słabe wyniki walki za pomocą torped Mark 13 na Morzu Koralowym były zapowiedzią jeszcze gorszego. Dzięki odszyfrowanym depeszom japońskim, w maju 1942 roku US Navy dowiedziała się o japońskich planach zajęcia strategicznie ważnych wysp Midway, oddalonych o 1300 mil morskich od Hawajów na Centralnym Pacyfiku. Stany Zjednoczone postanowiły bronić Midway za wszelką cenę, z uwagi na fakt, że wyspy mogłyby być dogodnym punktem wyjścia do ataku na same Hawaje, a po ich ewentualnej utracie, amerykańska flota zostałaby odrzucona aż na wschodni brzeg Pacyfiku. Dokonano wobec tego wzmocnień sił US Army, Korpusu Piechoty Morskiej oraz marynarki na atolu, w tym przerzucono na Midway uzbrojone w torpedy PBY Catalina, B-26 Marauder i sześć nowych TBF Avengerów, które przyleciały 1 czerwca.
Avengery były właśnie wprowadzane do służby, z zamiarem zastąpienia przestarzałych Devastatorów w roli standardowych pokładowych samolotów torpedowych marynarki amerykańskiej. 21 z nich przypłynęło właśnie na Hawaje na pokładzie transportowca samolotów USS „Kitty Hawk” (AKV-1), gdzie miały wejść w skład VT-8 lotniskowca USS „Hornet” (CV-8). Gdy jednak „Hornet” przypłynął do Pearl Harbor, okazało się, że żaden z pilotów nie lądował jeszcze na Avengerze na pokładzie lotniskowca. Postanowiono więc, że tymczasowo TBF operować będą z piaszczystych pasów startowych na atolu Midway. W przeddzień bitwy lotniskowców, cztery Cataliny wystartowały z Midway, każda zaopatrzona w pojedynczą torpedę Mark 13. Wkrótce też, 4 czerwca o godzinie 1:15 rano, napotkały i zaatakowały japońskie transportowce sił inwazyjnych. Z trzech zrzuconych w ciemności Mark 13 jedna trafiła w tankowiec „Akebono Maru” płynący z tyłu za transportowcami sił inwazyjnych. Eksplozja zabiła 11 marynarzy i raniła 13 kolejnych, jednak statek jedynie zwolnił na moment, po czym szybko dołączył do reszty formacji. Pierwsze uderzenie w bitwie o wyspy Midway – aczkolwiek nieznaczące – było więc dziełem torpedy Mark 13.

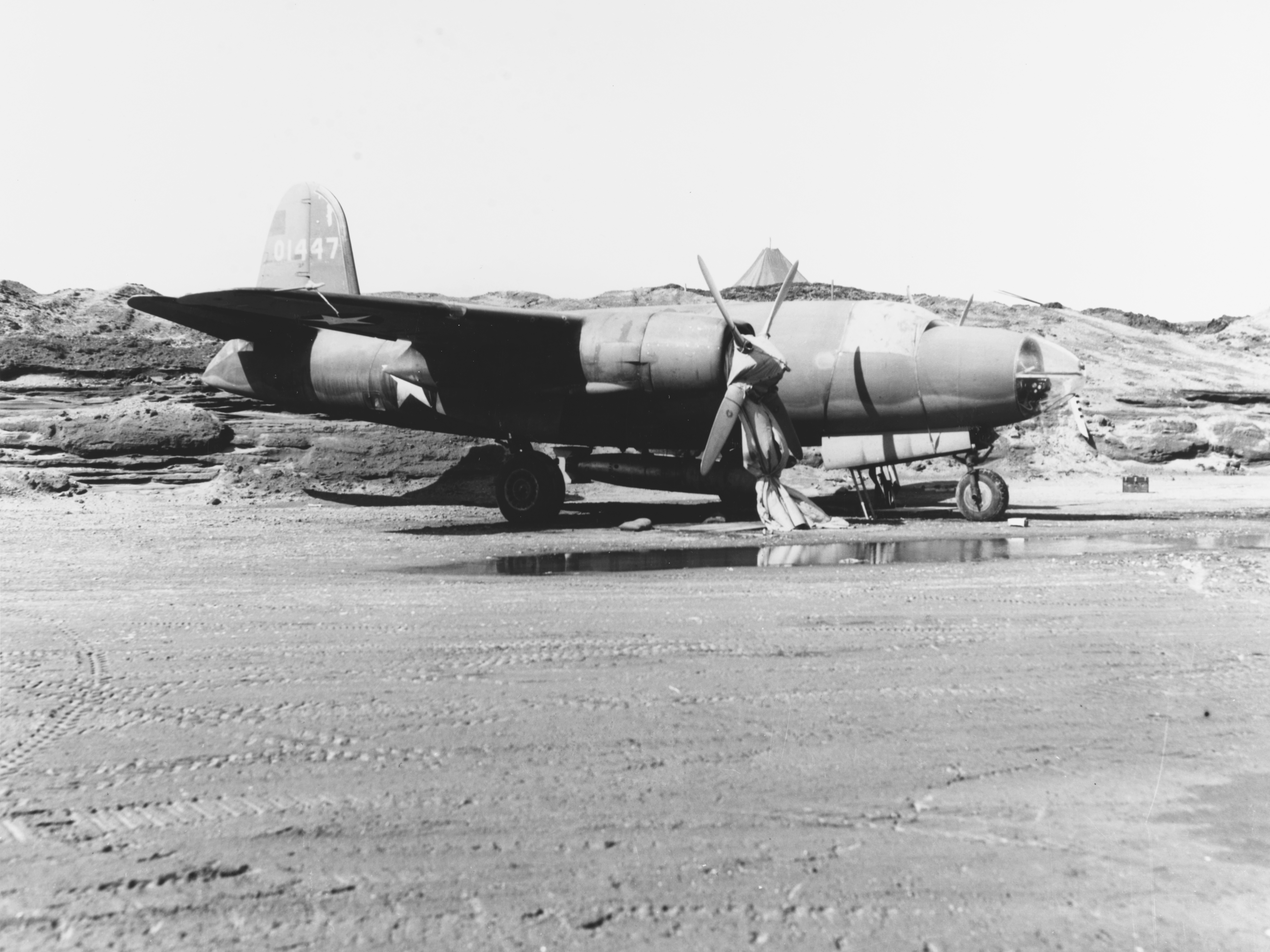
Należący do US Army bombowiec B-26 Marauder z podczepioną poniżej komory bombowej torpedą Mark 13, 11 maja 1942 roku

Około 5:20 jedna z przeszukujących ocean Catalin raportowała wykrycie niezidentyfikowanego samolotu, a wkrótce potem dwóch lotniskowców, trzech pancerników, czterech krążowników i sześciu do ośmiu niszczycieli. Trzydzieści minut później, druga Catalina raportowała to samo. O godzinie 6 z Midway poderwało się sześć Avengerów, kierując się w stronę wykrytego zespołu japońskiego. Pozbawione jednak eskorty sześć Avengerów nie miało szansy zrzucić swoich torped przeciwko zespołowi Kidō Butai. Gdy podchodziły do japońskiego zespołu w celu przeprowadzenia ataku, zostały zaatakowane przez myśliwce A6M Zero. Z całego zespołu amerykańskiego jedynie jednej ciężko uszkodzonej maszynie TBF udało się powrócić na Midway.
O 7:30 USS „Enterprise” (CV-6) i „Hornet” – dwa najbliższe japońskiego zespołu amerykańskie lotniskowce – każdy samodzielnie, rozpoczęły uderzenia przeciw siłom japońskim. „Enterprise” wysłał przeciw nim 14 TBD, „Hornet” zaś 15 samolotów torpedowych. Około godziny później 12 Devastatorów zostało wysłanych przez „Yorktown”. Amerykańskie uderzenie było jednak całkowicie nieskoordynowane, zarówno z bombowcami nurkującymi, jak i między każdą z grup samolotów torpedowych. Każda eskadra działała całkowicie niezależnie od innych zespołów torpedowych i nie pozostawały ze sobą w kontakcie. Eskadry 3, 6 i 8 – odpowiednio z „Yorktown”, „Enterprise” i „Hornet” – prowadziły każda osobno poszukiwanie japońskich okrętów, posługując się informacjami z jedynie swojego własnego lotniskowca. Planowały wprawdzie koordynować swoje ataki z samolotami bombowymi ze swoich własnych lotniskowców, kiedy jednak z różnych względów zostały z nimi rozdzielone, z powodu ograniczonego zapasu paliwa zmuszone zostały do natychmiastowego ataku. W konsekwencji, wszystkie zespoły przenoszące torpedy Mk 13 porzuciły wszelkie plany koordynacji ze swoimi bombowcami nurkującymi.
Nieskoordynowane ataki torpedowe w obliczu szczególnie zaciekłej obrony okrętów przez myśliwce japońskie zaowocowały masakrą. Nie przetrwał żaden z samolotów VT-3 i VT-8, powrócić na własny okręt udało się tylko jednej maszynie z VT-6. Oznaczało to wskaźnik strat wynoszący 90%. Osiągnięte w głównym, pierwszym dniu bitwy pod Midway wyniki działań amerykańskiego lotnictwa torpedowego były tragiczne. Z 51 uzbrojonych w torpedy samolotów wysłanych przeciw japońskim lotniskowcom – sześć TBF, cztery B-26, 41 TBD – mniej niż tuzin zdołał podejść do celu wystarczająco blisko, aby wystrzelić torpedy, a żadna z nich nie trafiła w cel. Podczas całej bitwy tylko jedna torpeda wyrządziła jakąkolwiek szkodę siłom japońskim – Mark 13 zrzucona poprzedniej nocy przez Catalinę atakującą japońskie siły inwazyjne.
Szereg przyczyn złożyło się na całkowitą klęskę uzbrojonych w torpedy Mk 13 amerykańskich samolotów torpedowych pod Midway. Najważniejszymi z nich były błędy taktyczne oraz bardzo restrykcyjne wymagania wobec parametrów lotu niezbędnych dla zrzucenia torpedy Mk 13. Ataki przeprowadzono bez osłony myśliwskiej, co uczyniło powolne samoloty torpedowe łatwymi celami dla japońskich myśliwców pokładowych, zwłaszcza podczas wymuszonego ograniczeniami torped Mark 13 wolnego lotu tuż przed zrzutem. Samoloty torpedowe działały chaotycznie i bez koordynacji z innymi jednostkami. Wszystkie ataki przeprowadzili głównie niedoświadczeni piloci, z których większość nigdy nie wykonała nawet jednego zrzutu torpedy treningowej. Chociaż przestarzałe TBD wkrótce zostały zastąpione przez TBF Avengery o znacznie większym potencjalne bojowym, po Midway stało się jasne, że coś musi zostać zrobione, aby poprawić sprawność torpedy Mark 13.

##### Bitwa pod Leyte
W ciągu paru następnych lat rzeczywiście został dokonany znaczny postęp w tej mierze, w efekcie w październiku 1944 roku US Navy dysponowała już torpedami pozwalającymi na wykorzystanie pełnej prędkości samolotów torpedowych. W trakcie trzydniowych zmagań w zatoce Leyte stanowiącej efekt japońskich wysiłków do zakłócenia amerykańskiego lądowania na Filipinach, doszło do największej bitwy w historii działań morskich podczas drugiej wojny światowej, która złamała kręgosłup floty Cesarstwa Wielkiej Japonii. Czterodniowa bitwa składała się czterech etapów – każdy noszący swą własną nazwę: bitwy na Morzu Sibuyan, podczas której amerykańskie lotniskowce uderzyły na japońskie Siły Centralne zatapiając m.in. pancernik „Musashi”, bitwy u przylądka Engaño, w trakcie której lotniskowce US Navy zniszczyły służące za przynętę lotniskowce japońskie, bitwy w cieśninie Surigao, podczas której amerykańskie i japońskie okręty liniowe stoczyły ostatnią bitwę artyleryjską między pancernikami, oraz bitwy o Samar, podczas której siły japońskie zaatakowały amerykańskie lotniskowce eskortowe.
24 października 1944 roku japońskie Siły Centralne, składające się między innymi z pancerników „Yamato” i „Musashi”, zostały przechwycone przez samoloty Task Force 38 (TF-38), składającej się z 9 dużych i 8 lekkich lotniskowców. Każdy z dużych lotniskowców dysponował złożoną z 18 maszyn eskadrą torpedową, eskadry lotniskowców lekkich zaś liczyły po 9 samolotów torpedowych. Całkowita liczba samolotów torpedowych wszystkich 17 lotniskowców sięgała więc 229 Avengerów (TBF i TBM).
Skonstruowany przez Grummana TBF Avenger, który wszedł do służby w 1942 roku, był znacznie lepszym samolotem od starego TBD. Co jednak ważniejsze, modyfikacje torpedy Mark 13 umożliwiły pilotom Avengerów wykonywanie ataków torpedowych przy prędkości 270 mil na godzinę (434 km/h) – a więc bliskiej ich prędkości maksymalnej – z wysokości 800 stóp (244 m). Okazało się to decydującą okolicznością przy unikaniu niezwykle silnego ognia przeciwlotniczego, gdy fala za falą, amerykańskie samoloty torpedowe i bombowe atakowały „Musashi”. Wyposażony w 12 dział przeciwlotniczych kalibru 127 mm i nie mniej niż 130 działek Typ 96 kalibru 25 mm okręt, nie był w stanie przeciwstawić się skoncentrowanym i skoordynowanym atakom setek bombowców nurkujących i samolotów torpedowych – został trafiony co najmniej 13 torpedami i wieloma bombami, zanim przewrócił się i zatonął. Przy stracie 5 samolotów torpedowych Avenger i 5 bombowców Helldiver, japoński superpancernik był pierwszym wielkim okrętem japońskim zatopionym głównie przez torpedy lotnicze od czasu zatopienia „Shōhō” na Morzu Koralowym. Rozbite japońskie siły powróciły jeszcze następnego dnia, a amerykańskie lotniskowce ponownie ścigały japońską flotę; choć jednak samoloty torpedowe w dalszym ciągu brały czynny udział w zmaganiach, na żadnym już jednak dalszym etapie tej bitwy nie odegrały decydującej roli.
Bitwa w zatoce Leyte oznaczała upadek marynarki wojennej Imperium Japonii i była ostatnią wielką bitwa morską drugiej wojny światowej. Nie była jednak ostatnią akcją amerykańskich samolotów torpedowych. Ta ostatnia miała miejsce 7 kwietnia 1945 roku, kiedy torpedy Mark 13 zatopiły drugi z japońskich superpancerników „Yamato”. Ostatni z największych pancerników świata, zaprojektowany do wytrzymania ataku za pomocą jednotonowych przeciwpancernych pocisków artyleryjskich, poddał się atakowi torped lotniczych uderzających w jego najczulsze miejsce, w podwodną część kadłuba. „Yamato” został trafiony 11 torpedami i 10 bombami lotniczymi, towarzyszący zaś mu krążownik „Yahagi”, zatonął po trafieniu sześcioma Mk 13.

##### Kutry PT

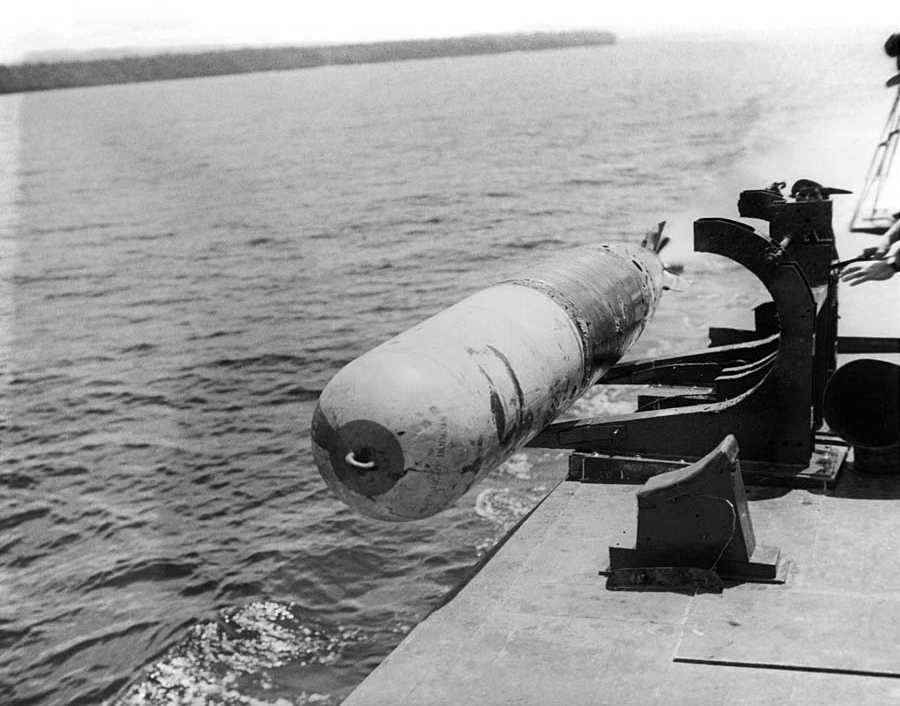
Mark 13 zrzucana z kołyskowej wyrzutni kutra PT podczas ćwiczeń w bazie kutrów PT na Wyspach Salomona w latach 1943–1944

W połowie 1943 roku celem zaradzenia problemom związanym z torpedami używanymi na kutrach torpedowych typu PT, marynarka postanowiła wyposażyć je w torpedy Mark 13. Używane dotąd na PT – pochodzące jeszcze z zapasów przechowywanych od czasów I wojny światowej – torpedy Mark 8, Mark 9 i Mark 10 były zawodne, toteż US Navy postanowiła zamienić je lekkimi torpedami Mk 13. Torpedy te miały mniejszy zasięg niż pociski dotąd używane, z nawiązką jednak rekompensowały to większą prędkością, mniejszą wagą i rozmiarami – co pozwalało na zaoszczędzenie cennego miejsca na małych kutrach, a przy tym większym ładunkiem głowicy. Dotychczasowe torpedy Mk 8 czy Mk 10 musiały być wystrzeliwane z ciężkich wyrzutni torpedowych, takiego samego typu jak stosowane na wielkich niszczycielach i krążownikach lekkich, tymczasem Mk 13 były małe i jako przystosowane do zwyczajnego zrzucania, nie wymagały tego rodzaju wyrzutni. Początkowo planowano nawet zwyczajnie staczać je z pokładu, jednak z powodu obaw torpedystów postanowiono zrzucać je do wody za pomocą specjalnej wyrzutni w formie kołyski uruchamianej elektrycznie z kokpitu, oznaczonej jako Mark 1 Mod 1.
Jakkolwiek amerykańskie kutry torpedowe warte były swojej ceny – wykonane przeważnie z drewna, relatywnie tanie w budowie z niewielką załogą wymagającą niezbyt rozbudowanego treningu, a koszty ich utrzymania niewielkie w porównaniu z innymi rodzajami broni – większość ich sukcesów, czy to na Wyspach Salomona, czy to w Cieśninie Surigao, oparta była na dzielnych załogach i broni artyleryjskiej, nie zaś na użyciu torped.

##### Podsumowanie
Ogółem, w trakcie drugiej wojny światowej 1287 torped Mark 13 zostało zrzuconych z samolotów pokładowych, kolejne 150 zaś z innych samolotów amerykańskiej marynarki wojennej. Piloci tych samolotów zgłosili 514 trafień, co oznacza 40% wskaźnik sukcesu. Wskaźnik ten należy traktować jednak z rezerwą, zwłaszcza w świetle analizy zniszczeń i uszkodzeń zadanych japońskim okrętom. Mniej niż 10% z 17 000 wyprodukowanych podczas drugiej wojny światowej torped Mark 13 zostało faktycznie zrzuconych przeciw nieprzyjacielskim okrętom. Mimo wielu kłopotów, zwłaszcza w początkowym okresie wojny na Pacyfiku, torpeda Mark 13 osiągnęła kilka znaczących sukcesów, z których najbardziej spektakularnymi było zatopienie dwóch superpancerników, „Musashi” i „Yamato”. Przedstawiona niżej tabela zawiera zestawienie ataków i trafień samolotów torpedowych amerykańskiego lotnictwa pokładowego w okresie od 7 grudnia 1941 roku do 31 maja 1945 roku, przy czym jako „atak” rozumiany jest atak jednego samolotu za pomocą pojedynczej torpedy Mk 13.
| Klasa                    | Liczba ataków | Liczba trafień | Procent trafień |
| ------------------------ | ------------- | -------------- | --------------- |
| Pancerniki i lotniskowce | 322           | 162            | 50              |
| Krążowniki               | 341           | 114            | 34              |
| Niszczyciele             | 179           | 55             | 31              |
| Okręty ogółem            | 842           | 331            | 39              |
| Statki                   | 445           | 183            | 41              |
| Razem                    | 1287          | 514            | 40              |

#### Wojna koreańska

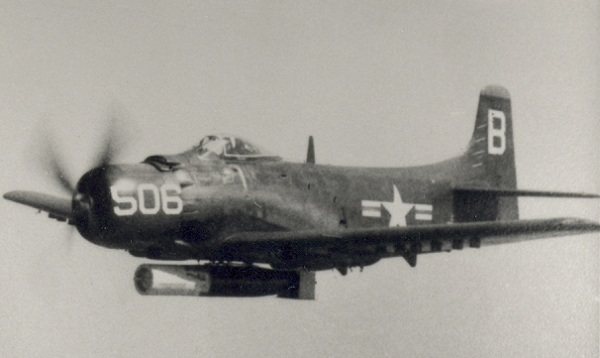
Uzbrojony w torpedę Mark 13 AS-4 Skyraider w drodze do tamy 1 maja 1951 roku. Przy dużych rozmiarach Skyraidera, Mk 13 wydaje się bardzo mała.

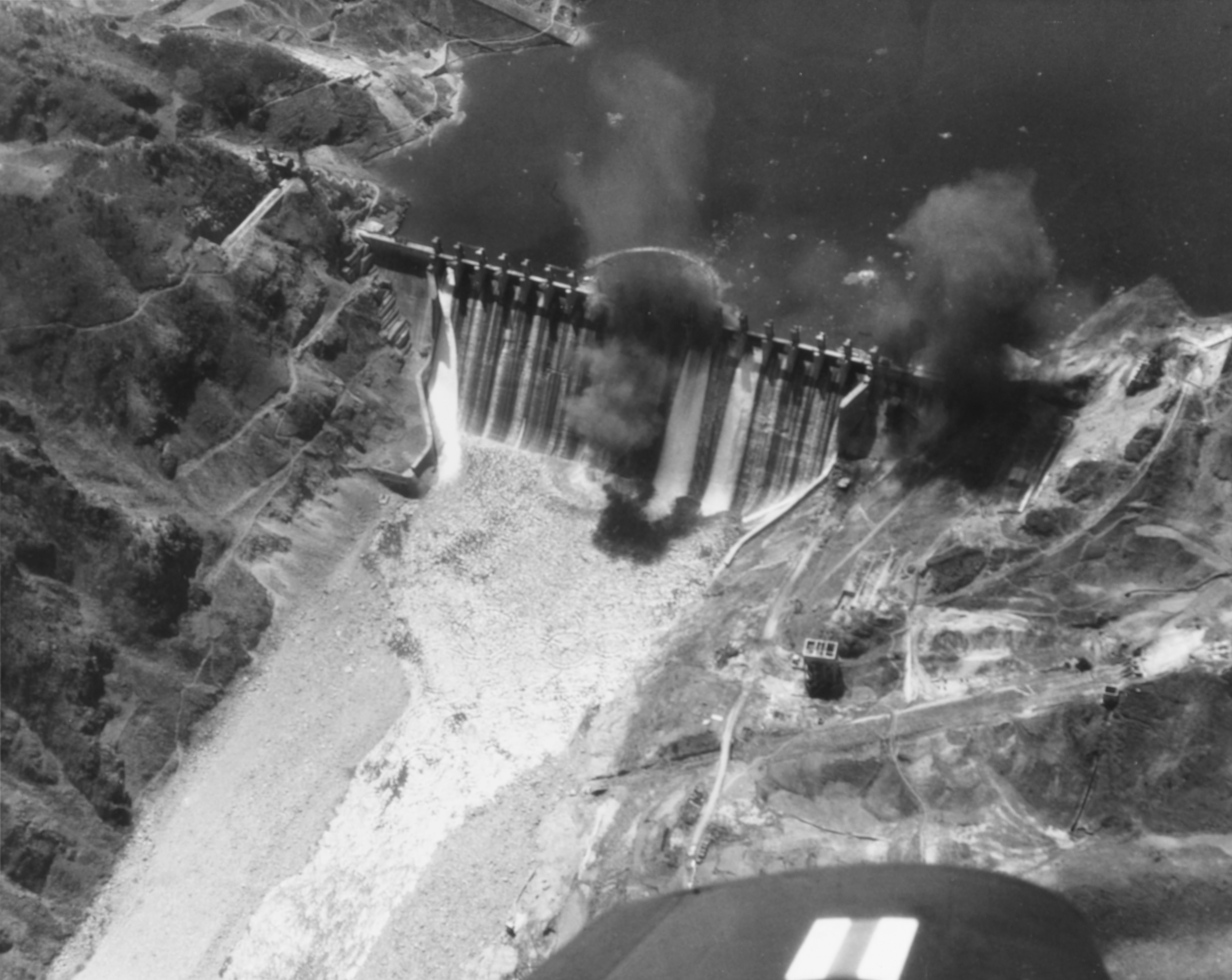
Zapora Hwachon w trakcie ataku 1 maja 1951 roku

Po zakończeniu wojny światowej, wobec rozwoju technologii rakietowych oraz pocisków manewrujących, samoloty torpedowe – a wraz z nimi torpedy lotnicze przeciw okrętom nawodnym – straciły na znaczeniu. Torpeda Mark 13 nie została jednak wycofana natychmiast ze służby. W maju 1951 roku biorący udział w operacjach związanych w wojną koreańską lotniskowiec USS „Princeton” (CV-37) miał jeszcze kilka torped tego typu na pokładzie.
W latach 1939–1944 kontrolujący Koreę Japończycy wybudowali wielką grawitacyjną zaporę wodną na rzece Pukhan-gang, o długości 435 metrów i wysokości 81,5 metra. Podczas wojny koreańskiej, kontrola nad zaporą Hwachon stanowiła jeden z ważnych celów obu stron konfliktu. Narody Zjednoczone obawiały się, że Koreańczycy z północy będą chcieli wykorzystać zaporę taktycznie otwierając jej 16 śluz. Istniały też obawy, że w tym samym celu, sprzymierzeni z Koreą Północną Chińczycy całkowicie zniszczą zaporę. Dążąc do zapobieżenia tym działaniom, po nieudanej próbie przejęcia kontroli nad zaporą przez dwie jednostki wojsk lądowych dowództwo sił ONZ postanowiło zniszczyć dwie z 16 śluz, aby powoli obniżyć poziom wody zbiornika retencyjnego. Nie odniosły skutku przeprowadzone w tym celu naloty B-29 Superfortress ani AD-4 Skyraiderów marynarki. Stalowe śluzy o rozmiarach 6,1 metra na 12,2 metra usytuowane były na szczycie zapory wewnątrz wzmocnionych betonem ram. Stanowiły przez to trudny do trafienia mały cel.
Studiujący problem piloci samolotów pokładowych USS „Princeton” postanowili podjąć próbę zniszczenia dwóch śluz przez ich storpedowanie, podobnie jak oficjalnie zamierzali uczynić Japończycy, usiłując storpedować śluzy Kanału Panamskiego za pomocą Aichi M6A1 Seiran – pokładowych samolotów podwodnych lotniskowców typu I-400. Problemem okazała się jednak instalacja pochodzących z drugiej wojny światowej torped pod kadłubami nowoczesnych samolotów. Dopiero studia dokumentacji i kilku instrukcji obsługi wykazały, że wśród zgromadzonego na pokładzie „Princeton” parku maszynowego, jedynie Skyraidery – noszące przezwisko flying dump truck – miały połączenia umożliwiające przenoszenie i zrzut torped Mark 13. Na pokładzie lotniskowca nie było wyćwiczonych w zrzucie torped pilotów, jednak trzem pilotom zdarzyło się dokonać zrzutu treningowego kilka lat temu. 1 maja 1951 roku z pokładu lotniskowca wystartowało osiem samolotów torpedowych w eskorcie 12 samolotów myśliwskich w celu zniszczenia dwóch śluz zapory. W rejonie celu eskadra podzieliła się na dwa zgrupowania, z zamiarem zrzutu przy prędkości 160 węzłów na wysokości 30 metrów. Sześć z ośmiu zrzuconych torped trafiło bezpośrednio w śluzy bądź w jej pobliżu, w rezultacie zniszczona została jedna z nich, druga zaś uszkodzona. Atak ten umożliwił swobodny i stały spływ wody w ograniczonym zakresie, redukując ryzyko zaskoczenia wojsk ONZ gwałtownym spuszczeniem dużej ilości wody ze zbiornika retencyjnego. Misja została uznana za sukces, zaś sama zapora, która została później opanowana przez wojska ONZ, pozostaje w użytku do dziś. Atak na zaporę Hwachon stanowił ostatnią operację bojową torped Mark 13 i jednocześnie ostatni w historii przypadek bojowego użycia torped lotniczych.